# Fedémes
Fedémes là một thị trấn thuộc hạt Heves, Hungary. Thị trấn này có diện tích 8,62 km², dân số năm 2010 là 306 người, mật độ 35 người/km².